# Trichomorpha crinitapes
Trichomorpha crinitapes är en mångfotingart som beskrevs av Loomis 1972. Trichomorpha crinitapes ingår i släktet Trichomorpha och familjen Chelodesmidae. Inga underarter finns listade i Catalogue of Life.